# Phyllotis osilae
Phyllotis osilae är en däggdjursart som beskrevs av J. A. Allen 1901. Phyllotis osilae ingår i släktet storörade möss och familjen hamsterartade gnagare. IUCN kategoriserar arten globalt som livskraftig. Inga underarter finns listade i Catalogue of Life.
Arten blir i genomsnitt 120 mm lång (huvud och bål), har en cirka 123 mm lång svans och väger ungefär 57 g. Bakfötterna är 26 mm långa och öronen är 23 mm stora. Pälsfärgen på ovansidan varierar mellan gulbrun, ockra och mörkbrun med några inblandade svarta hår eller hårspetsar. Kinderna är ljusare gul- till orangebrun. Gränsen mot den mörkgråa undersidan är beroende på exemplar mer eller mindre tydlig. Undersidans hår är vid roten mörk violetta. Flera individer har en fläck eller strimma på bröstet som inte är mörkgrå. Öronen kännetecknas av mörka kanter och av tunna hår på fram- och baksidan. Hos några exemplar är svansen på ovansidan mörkare än på undersidan. Hos andra individer är den bakre halvan eller ett längre avsnitt mörkgrå. Lite längre hår vid svansspetsen bildar en tofs.
Denna gnagare förekommer i Anderna och i angränsande bergstrakter i södra Peru, Bolivia och norra Argentina. Den vistas i regioner som ligger 1500 till 4900 meter över havet. Arten lever vanligen på bergsängar och i klippiga områden med glest fördelad växtlighet. I låglänta områden besöker den även kulturlandskap. Enligt en studie från 2016 tillhör fynd från norra Argentina arten Phyllotis nogalaris.
Phyllotis osilae är aktiv under skymningen och gryningen. Den äter olika växtdelar som frön, svamparnas spor och leddjur. I Peru registrerades upp till fem exemplar per hektar.